# Cessna 401

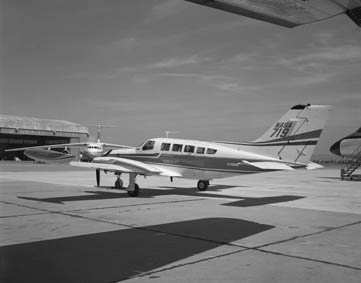
Cessna 402B

Die Cessna 401 und Cessna 402 sind weitgehend baugleiche zweimotorige Propellerflugzeuge des US-amerikanischen Herstellers Cessna mit 6 bis 10 Sitzen. Sie werden von zwei Kolbenmotoren angetrieben. Während die bis Mitte 1972 gebaute 401 als Geschäftsreiseflugzeug dient, wurde die bis 1985 gefertigte 402 zunächst für den Zubringer- und Frachtverkehr angeboten, bis die beiden Modellreihen Ende 1971 vereint wurden. Beide verfügen über keine Druckkabine.

## Geschichte
Die Cessna 401 ist eine leichtere und schwächer motorisierte Variante der Cessna 411, die entsprechend kostengünstiger angeboten werden konnte. Bei den Motoren wurde auf Untersetzungsgetriebe verzichtet, und so konnten auch die Wartungskosten gesenkt werden. Der Erstflug des Prototyps der Cessna 401/402 erfolgte am 26. August 1965, die FAA-Zulassung folgte am 20. September 1966. Am 1. November 1966 wurden die beiden Baureihen der Öffentlichkeit vorgestellt. Wie bei ihrem Vorgänger wurde die Cessna 401 mit sechs Sitzen ausgestattet. Auf jeder Seite sind vier kleine ovale Fenster eingebaut. 1968 wurde die verbesserte Cessna 401A eingeführt, im Jahr darauf die Cessna 401B. Parallel dazu wurde jeweils die Cessna 402 als kleine Passagiermaschine angeboten.
Am 8. Dezember 1971 wurde die Cessna 401 durch die Cessna 402 Businessliner abgelöst. Die ehemalige Cessna 402 als maximal neunsitzige Basisversion mit dem Beinamen Utililiner wurde weiterhin als Passagier- oder Frachtflugzeug angeboten.
Die 402A erhielt eine längere Nase, fünf eckige Fenster auf beiden Seiten und auf Wunsch einen zehnten Sitz. Die ab 1979 erhältliche 402C (FAA-Zulassung am 25. September 1978) erhielt das Tragwerk der Cessna 414A mit einem Nassen Flügel unter Fortfall der bis dahin verwendeten Tip-Tanks und stärkere Motoren.
Die Produktion endete 1985 nach Auslieferung von 401 Cessna 401 und 1.535 Cessna 402.

## Ausführung (Cessna 401/402, 1971)
Bei Cessna 401/402 handelt es sich um ein zweimotoriges Flugzeug in Tiefdeckerbauart. An der freitragenden Tragfläche sind die Triebwerksgondeln befestigt, in die wiederum die Hauptfahrwerksbeine einziehen. Das Bugradfahrwerk wird elektrisch betätigt und hat hydraulisch betätigte Scheibenbremsen am Hauptfahrwerk. Die freitragende Ganzmetalltragfläche mit zwei Holmen besitzt eine V-Stellung von 5° und einen Einstellwinkel an der Wurzel von 2° und −0°30' an der Tragflächenspitze. Die Querruder sind ebenfalls komplett aus Metall gefertigt. Eine Trimmfläche befindet sich im linken Querruder. Die Schlitzlandeklappen werden elektrisch betätigt. Optional kann, ebenso wie am Leitwerk, ein pneumatisch betätigtes Enteisungssystem angebracht werden. Das Leitwerk ist freitragend ausgeführt, mit einer Pfeilung des Seitenleitwerkes von 40° bei 25 % Tiefe. Sowohl das Seitenruder als auch das rechte Höhenruder besitzt eine Trimmfläche. Der Rumpf ist ebenfalls komplett aus Metall in halbselbsttragender Bauweise erstellt.
Als Antrieb werden zwei turboaufgeladene Sechszylinder-Boxermotoren von Continental verwendet, die dreiblättrige Propeller antreiben. Der Treibstoff wird in der Grundausführung nur in zwei Flügelendtanks mit einem Fassungsvermögen von je 193 Litern mitgeführt. Zusätzlich können je zwei Tanks in die Tragflächen und zwei in den Rumpf eingebaut werden, was die Gesamtkapazität auf 696 Liter erhöht. Das Bordnetz von 28 Volt besitzt eine 24-Ah-Batterie und zwei mechanisch von den Motoren per Welle angetriebenen Generatoren mit 50 Ampere Stromlieferfähigkeit.
In der Kabine der Cessna 401/402 sitzen die beiden Piloten nebeneinander. Cessna lieferte neun verschiedene Standard-Kabinenlayouts für fünf oder sechs Passagiere. Jeder Passagier verfügt über eine eigene Sauerstoffmaske und Leselampe. Die Einstiegstür befindet sich auf der linken Seite. Das Cockpit kann durch eine Wand mit Tür vom Passagierraum abgetrennt werden. Der Bereich hinter der Passagierkabine kann abgetrennt werden, um ihn mit einer Toilette, Garderobe, Minibar und Gepäckraum auszurüsten. Auf der rechten Seite der Zelle befindet sich ein Notausstieg. Die Kabinenfenster sind zur Reduzierung des Geräuschpegels mit Doppelverglasung versehen. Gepäck kann neben dem Raum in der Kabine auch im Bug und in zwei Abteilen im hinteren Teil der Triebwerksgondeln befördert werden.

## Nutzung

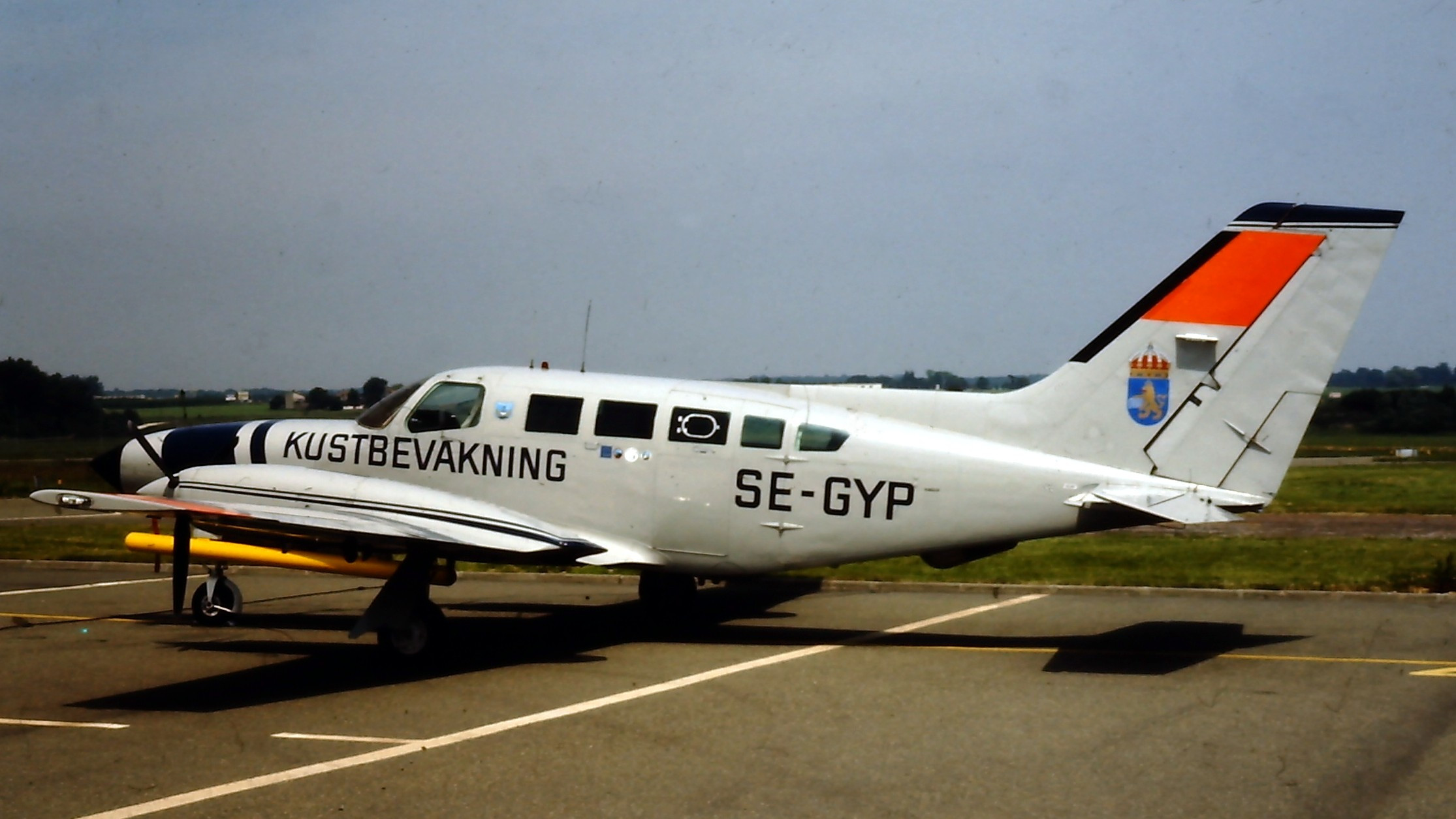
Cessna 402C der Schwedischen Küstenwache 1981

### Zivile Nutzer
Die Passagierversion der Cessna 402 wird auf kurzen, schwach genutzten Strecken eingesetzt, oft als Zubringer zwischen kleinen Städten und Luftdrehkreuzen.

### Militärische Nutzer
Barbados
 Bolivien
 Dschibuti
 Finnland
 Haiti
 Kolumbien
 Komoren
 Malaysia
 Mexiko
 Paraguay
 Schweden
 Südafrika
 Venezuela

## Zwischenfälle
- Am 13. April 1970 flog einer der beiden Firmengründer der ostfriesischen OLT, Jan Janssen, mit einer Cessna 402 (Luftfahrzeugkennzeichen D-INSW) bei schlechtem Wetter in den Großen Feldberg (Taunus). Bei diesem CFIT (Controlled flight into terrain) wurde er getötet.[1]

- Am 25. August 2001 stürzte eine Cessna 402B der US-amerikanischen Blackhawk International Airways (N8097W) auf dem Flug von den Bahamas nach Miami unmittelbar nach dem Start vom Flughafen Marsh Harbour gegen 18:45 Uhr Ortszeit wenige hundert Meter hinter der Startbahn ab. Alle 9 Insassen wurden getötet, das Flugzeug wurde zerstört. Wie sich später herausstellte, war das Flugzeug um 427 kg überladen. Die Trimmungen des Querruders war auf "Voll rechts" eingestellt, die des Seitenruders auf "Voll links" und die des Höhenruders auf "Voll Nase nach unten". Alle Zündkerzen waren völlig verbraucht. Es hatte insgesamt schon vier Verwaltungsverfahren wegen Wartungsversagen gegen Blackhawk durch die Federal Aviation Administration gegeben. Der Pilot hatte in seinem Logbuch seine Erfahrung auf diesem Luftfahrzeugmuster gefälscht, ebenso wie seine Qualifikation für dieses Luftfahrzeugmuster. Er hatte weder die normalen Betriebsverfahren noch die Checkliste des Herstellers befolgt und Beladung und Schwerpunkt ignoriert. Zudem stellte sich bei seiner Autopsie heraus, dass er unter Einfluss von Alkohol und Kokain gestanden hatte. Einer der Passagiere war die Sängerin und Schauspielerin Aaliyah.[2]

- Am 5. August 2010 verschwand eine Cessna 402C der SVG Air aus St. Vincent und den Grenadinen (J8-SXY) auf dem Flug nach Canouan südlich von Bequia, wo sie ein Unfallopfer aufnehmen sollte. Einziger Insasse war der Pilot. Am Abend und am folgenden Tag wurden Wrackteile der Maschine westlich von Canouan gefunden.[3]

## Technische Daten

Dreiseitenansicht der Cessna 402

| Kenngröße             | 402C                                                           |
| --------------------- | -------------------------------------------------------------- |
| Besatzung             | 1–2                                                            |
| Passagiere            | maximal 9                                                      |
| Länge                 | 11,90 m                                                        |
| Spannweite            | 13,45 m                                                        |
| Höhe                  | 3,49 m                                                         |
| Flügelfläche          | 21,0 m²                                                        |
| Flügelstreckung       | 8,6                                                            |
| Leermasse             | 1845 kg                                                        |
| Startmasse            | 3107 kg                                                        |
| Höchstgeschwindigkeit | 428 km/h                                                       |
| Dienstgipfelhöhe      | 8200 m                                                         |
| Reichweite            | 2360 km                                                        |
| Triebwerke            | 2 × Kolbenmotor Continental TSIO-520-VB mit je 242 kW (330 PS) |